# Skuffende kadence
En skuffende kadence minder meget om den tonale kadence.
Men i stedet for at gå fra dominantakkorden til tonika, som er oplagt, går dominanten til tonikaparallel.
Denne oplevelse er skuffende, da dominantens terts og septim leder til henholdsvis tonikas grundtone og terts.
Den skuffende kadence er et godt værktøj til at få musikkens forløb til at fortsætte, selvom akkordsammensætningen lægger op til en helslutning.